# Hayes Alan Jenkins
Hayes Alan Jenkins (ur. 23 marca 1933 w Akron) – amerykański łyżwiarz figurowy, startujący w konkurencji solistów. Mistrz olimpijski z Cortiny d’Ampezzo (1956) i uczestnik igrzysk olimpijskich (1952), czterokrotny mistrz świata (1953–1956), dwukrotny mistrz Ameryki Północnej (1953, 1955) oraz czterokrotny mistrz Stanów Zjednoczonych (1953–1956). Po zakończeniu kariery amatorskiej w 1956 roku został adwokatem.

## Biografia

### Początki
Hayes Alan Jenkins rozpoczął jazdę na łyżwach ze względu na swoją starszą siostrę, która nie chciała być solistką i potrzebowała partnera do konkurencji par tanecznych i sportowych. Hayes trenował z nią, zaś ich najmłodszy brat David uczył się jazdy samodzielnie. Ich siostra zrezygnowała z łyżwiarstwa figurowego, gdy rozpoczęła naukę w college'u.
Bracia Jenkins rozpoczęli regularne treningi łyżwiarstwa, jednak w 1952 roku ich ojciec stracił pracę co oznaczało dla nich koniec przygody z łyżwiarstwem. Z pomocą przyszedł im klub łyżwiarski Broadmoor, który latem tego samego roku zaproponował im przyjazd do Colorado Springs i bezpłatne treningi oraz możliwość darmowej jazdy na ich lokalnym lodowisku. W tym czasie fundacja El Pomar przyznała im stypendia co pozwoliło im na utrzymanie i kontynuowanie kariery. Braci Jenkins wspierała w tym czasie matka, zaś ojciec po problemach z kolejnymi pracami został alkoholikiem.

### Kariera amatorska
Hayes Alan Jenkins po zdobyciu dwóch brązowych medali mistrzostw świata (1950, 1952) zdominował konkurencję solistów w latach 1953–1956. Zdobył złote medale na Zimowych Igrzyskach Olimpijskich 1956 w Cortinie d’Ampezzo oraz na mistrzostwach świata w 1953, 1954, 1955 i 1956 roku. Rywalizował wtedy w konkurencji solistów równocześnie z młodszym bratem Davidem, który na mistrzostwach świata 1955, 1956 oraz igrzyskach w Cortinie d’Ampezzo zdobywał brązowe medale. Po zakończeniu kariery amatorskiej w 1956 roku passę zwycięstw podtrzymywał jego brat David, mistrz olimpijski 1960.
W trakcie całej kariery zarówno David jak i Hayes byli trenowani przez Ediego Scholdana, który zginął w katastrofie lotniczej w drodze na mistrzostwa świata 1961.

### Życie prywatne

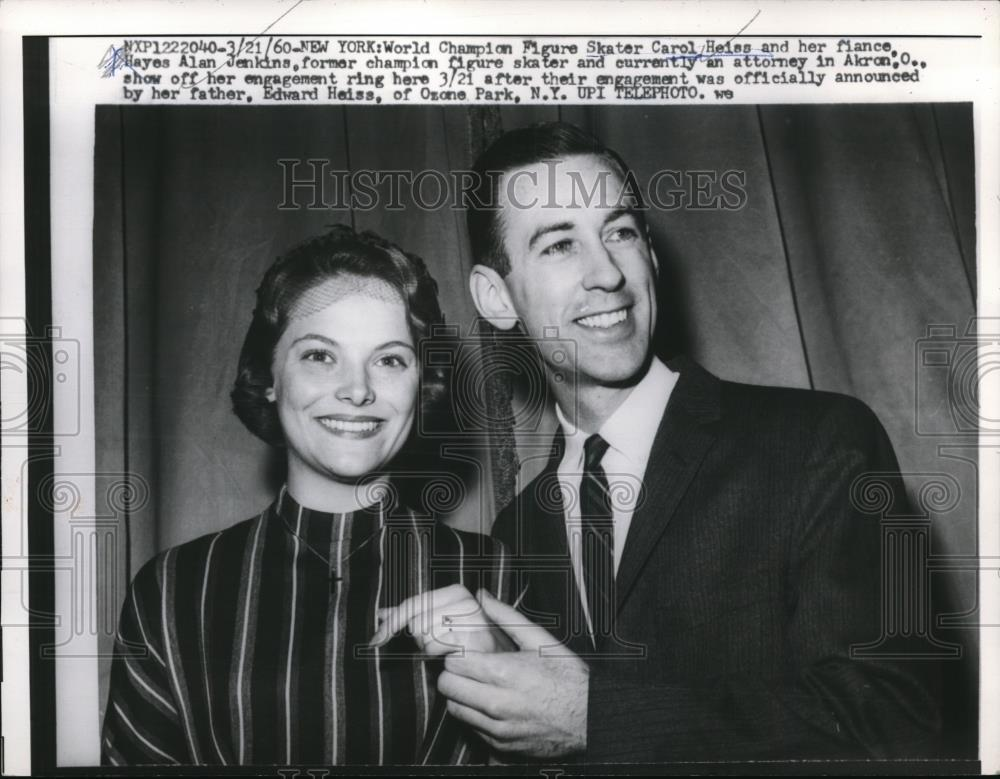
Hayes Alan Jenkins z narzeczoną Carol Heiss (1960)

Jenkins zrezygnował z kariery zawodowego łyżwiarza na rzecz studiów prawniczych w Harvard Law School. Pracował jako adwokat dla firmy Goodyear Tire and Rubber Company.
Ma siostrę oraz młodszego brata, łyżwiarza figurowego Davida Jenkinsa, mistrza olimpijskiego 1960. W 1961 roku ożenił się z Carol Heiss, mistrzynią olimpijską 1960 w konkurencji solistek. Mają troje dzieci.

## Osiągnięcia
| Zawody                           | 1949           | 1950           | 1951           | 1952           | 1953           | 1954           | 1955           | 1956           |                |                |                |                |                |                |                |                |                |
| Międzynarodowe                   | Międzynarodowe | Międzynarodowe | Międzynarodowe | Międzynarodowe | Międzynarodowe | Międzynarodowe | Międzynarodowe | Międzynarodowe | Międzynarodowe | Międzynarodowe | Międzynarodowe | Międzynarodowe | Międzynarodowe | Międzynarodowe | Międzynarodowe | Międzynarodowe | Międzynarodowe |
| -------------------------------- | -------------- | -------------- | -------------- | -------------- | -------------- | -------------- | -------------- | -------------- | -------------- | -------------- | -------------- | -------------- | -------------- | -------------- | -------------- | -------------- | -------------- |
| Igrzyska olimpijskie             |                |                |                | 4              |                |                |                | 1              |                |                |                |                |                |                |                |                |                |
| Mistrzostwa świata               | 6              | 3              | 4              | 3              | 1              | 1              | 1              | 1              |                |                |                |                |                |                |                |                |                |
| Mistrzostwa Ameryki Północnej    |                |                |                |                | 1              |                | 1              |                |                |                |                |                |                |                |                |                |                |
| Krajowe                          |                |                |                |                |                |                |                |                |                |                |                |                |                |                |                |                |                |
| Mistrzostwa Stanów Zjednoczonych | 3              | 2              | 3              | 3              | 1              | 1              | 1              | 1              |                |                |                |                |                |                |                |                |                |

## Nagrody i odznaczenia
- Światowa Galeria Sławy Łyżwiarstwa Figurowego – 1976[10]
- Amerykańska Galeria Sławy Łyżwiarstwa Figurowego – 1976[11]